# Pontiac G5
Pontiac G5 – samochód osobowy klasy kompaktowej produkowany pod amerykańską marką Pontiac w latach 2005 – 2010.

## Historia i opis modelu

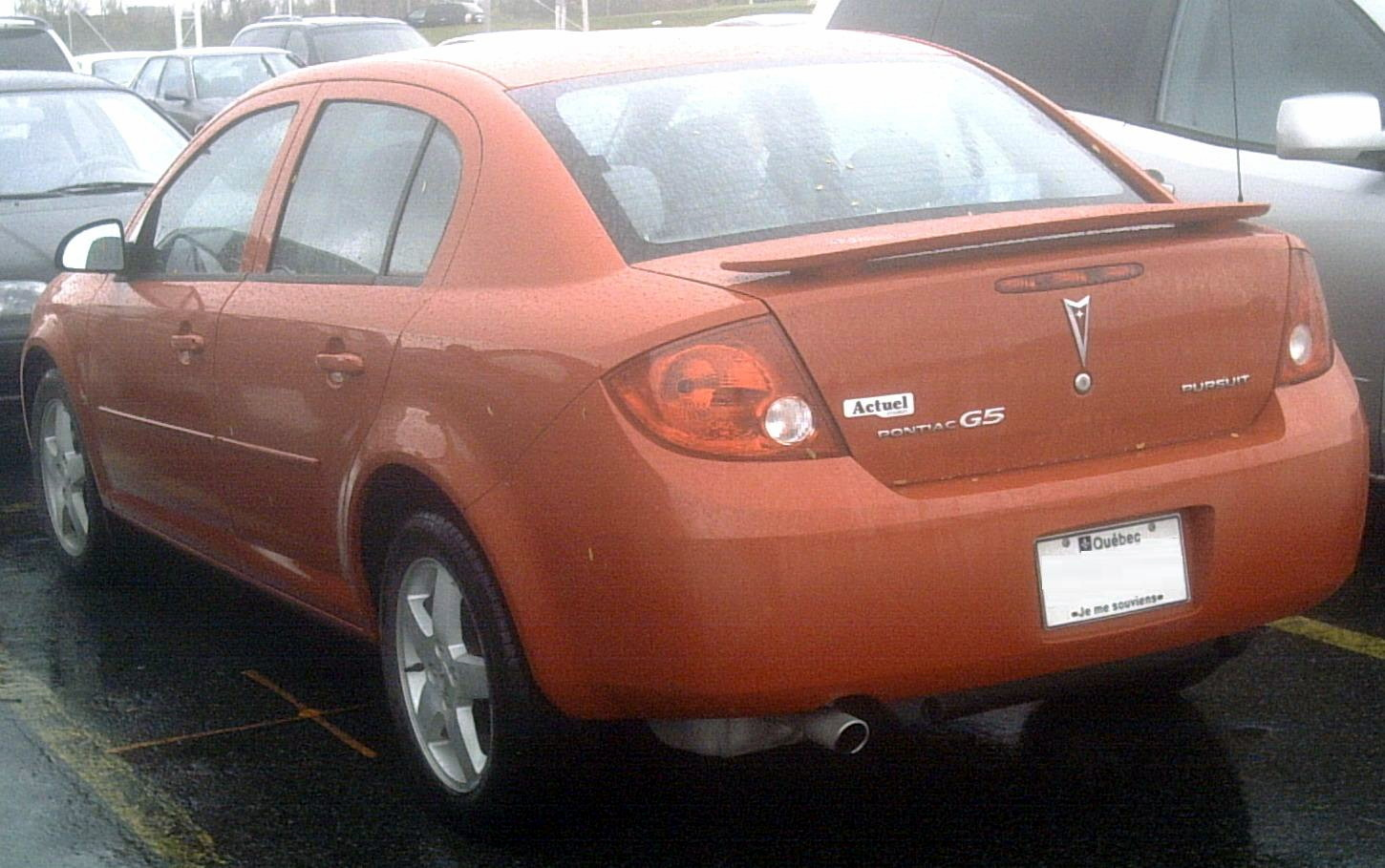
Pontiac G5 – tył

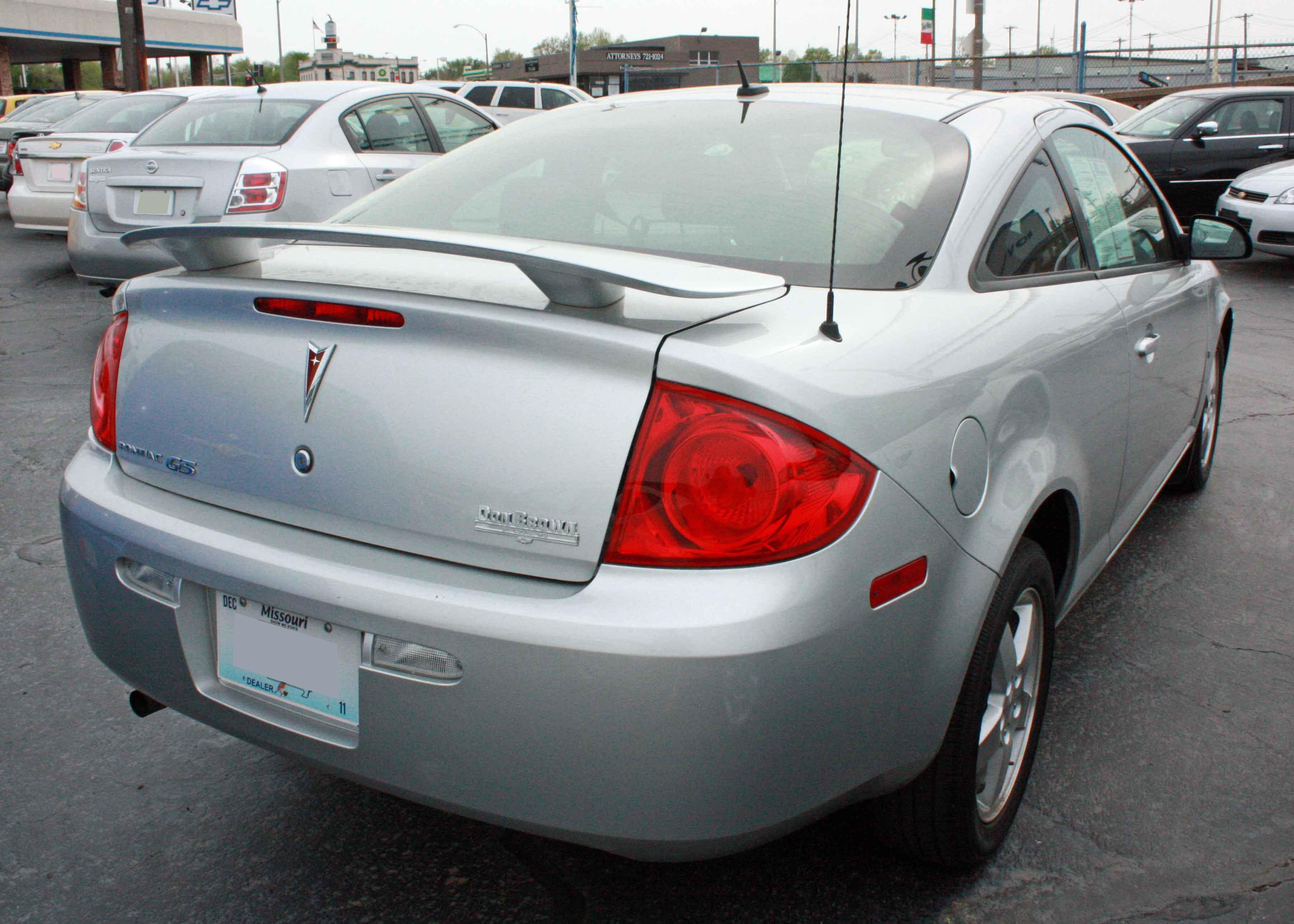
Pontiac G5 Coupe - tył

Rok po prezentacji nowego kompaktowego modelu Chevrolet Cobalt, General Motors postanowiło zaprezentować w styczniu 2005 roku bliźniaczy model pod marką Pontiaca na rynek Kanady, gdzie otrzymał nazwę Pontiac Pursuit, oraz Meksyku, gdzie nazwano go Pontiac G4, zastępując model Sunfire.
Pojazd od bliźniaczej konstrukcji Chevroleta odróżniał się inną atrapą chłodnicy z charakterystycznymi podwójnymi wlotami powietrza oraz innymi logotypami producenta.

### Pierwsza korekta nazwy
W 2006 roku Pontiac podjął decyzję o korekcie nazwy na G5 Pursuit w Kanadzie, a także poszerzając ofertę o wersję coupé będącą bliźniakiem tej samej odmiany nadwoziowej Chevroleta Cobalt.
Odróżniała się ona innymi lampami tylnymi - zamiast podwójnych, pojawiły się jednoczęściowe. W połowie tego samego roku zdecydowano się wprowadzić wyłącznie wariant coupe do sprzedaży także w Stanach Zjednoczonych, gdzie pojazd otrzymał nazwę po prostu Pontiac G5.

### Druga korekta nazwy
W 2007 roku na wszystkich rynkach Ameryki Północnej zdecydowano się ujednolicić nazwę kompaktowego modelu na G5, pod którą oferowany był do 2009 roku w Stanach Zjednoczonych i do 2010 roku w Kanadzie oraz Meksyku. W tym samym roku produkcja Pontiaca G5 zakończyła się, co było pokłosiem całkowitej likwidacji marki w ramach restrukturyzacji General Motors.

### Silniki
| Rok       | Silnik     | Moc             | Moment obrotowy |
| --------- | ---------- | --------------- | --------------- |
| 2005–2006 | Ecotec L61 | 145 KM (108 kW) | 210 Nm          |
| 2007−2010 | Ecotec L61 | 148 KM (110 kW) | 210 Nm          |
| 2005–2007 | Ecotec L61 | 205 KM (153 kW) | 271 Nm          |
| 2006      | Ecotec L61 | 171 KM (128 kW) | 221 Nm          |
| 2007−2010 | Ecotec L61 | 173 KM (129 kW) | 221 Nm          |
| 2008–2010 | Ecotec L61 | 260 KM (194 kW) | 353 Nm          |